# 次世代分隊火器プログラム

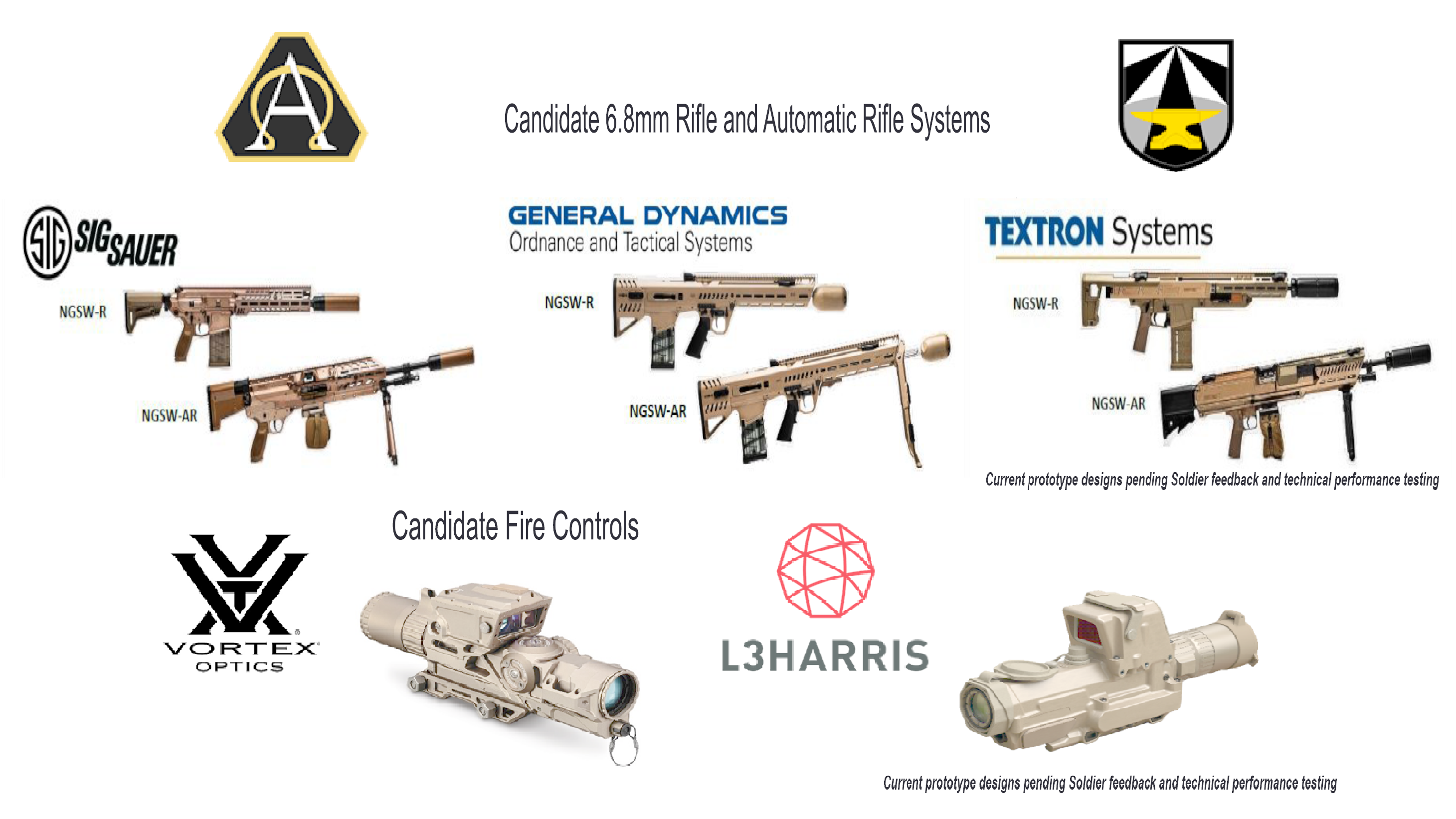
2020年12月時点におけるプログラム参加企業の詳細を示すアメリカ陸軍のグラフィック。

次世代分隊火器プログラム（じせだいぶんたいかきプログラム、Next Generation Squad Weapon、NGSW）とは、アメリカ軍に制式採用されているM4カービン銃およびM249軽機関銃（共に5.56mm弾薬を使用）ならびに7.62mmM240機関銃を、6.8mmの新型弾薬を使用する共通システムで更新し、さらには新型の小火器用射撃統制システムを開発することを目標として、2017年に開始されたトライアルである。
防衛企業7社が本プログラムに参加し、うち5社が小火器を、うち2社が射撃統制装置を提案した。2022年初頭、アメリカ陸軍は正式に結果を発表し、小火器部門ではSIG SauerのXM7ライフルとXM250分隊支援火器が、射撃統制システムではVortex OpticsのXM157が、弾薬としてはSIG Sauerが設計し、Winchesterが製造する6.8mm弾が選定された。本プログラムは、初年度に1,000万ドル、次の年に1億5,000万ドルの費用を要すると予想されていた。

## 歴史
本プログラムは2017年に開始された。
これに先立ち、アメリカ合衆国議会は、既存のM4カービンをSOCOMのen:SOPMODフリーフローティングレールでアップグレードする必要性に関して評価を実施するようアメリカ陸軍に命令を出していた。M4カービンは依然として兵士らから好評であり、ストレス下でも優れた性能を発揮すると結論付けられた。給弾不良の問題等もあったが、弾薬とマガジンの改善により対策されていた。
2017年12月、米陸軍の兵士強化計画（Soldier Enhancement Program）の調査結果が公表され、M4をフリーフロートレールで改造するよりも費用対効果の高いソリューションとして、次世代分隊火器プログラムの推進が推奨された。
M4の更新は以前も計画され、OICWプログラムなどが実施されたが、いずれも資金不足等の理由により成功しなかった。
本プログラムは、陸軍とアメリカ空軍のXM17モジュラーハンドガンシステムプログラムに続くものである。

## プログラムコンポーネント

### 武器
2017年、米陸軍は次世代分隊火器の要求事項を公表した。
本プログラムにおけるライフル（NGSW-R）には、特に6.8mm弾の採用等が求められた。
本プログラムにおける分隊支援火器（NGSW-AR）には以下の事項が求められた。
- 全長が35 in (890 mm)を超えないこと
- アタッチメント込みの重量が12 lb (5.4 kg)を超えないこと
- 3,900 ft (1,200 m)先の目標を制圧できること
- 2,000 ft (610 m)先の目標に命中すること
- 小火器用射撃統制システムを利用可能であること

2022年4月19日、27か月間にわたる試作と評価を経て、陸軍は、SIG Sauerが契約を獲得し、今後10年間、M4カービンとM249の後継銃を製造すると発表した。XM7と命名された新しいライフルは同社のSIG MCX SPEARライフルを基にしており、XM250と命名された新しい分隊支援火器は同社のSIG MG 6.8を基にしている。

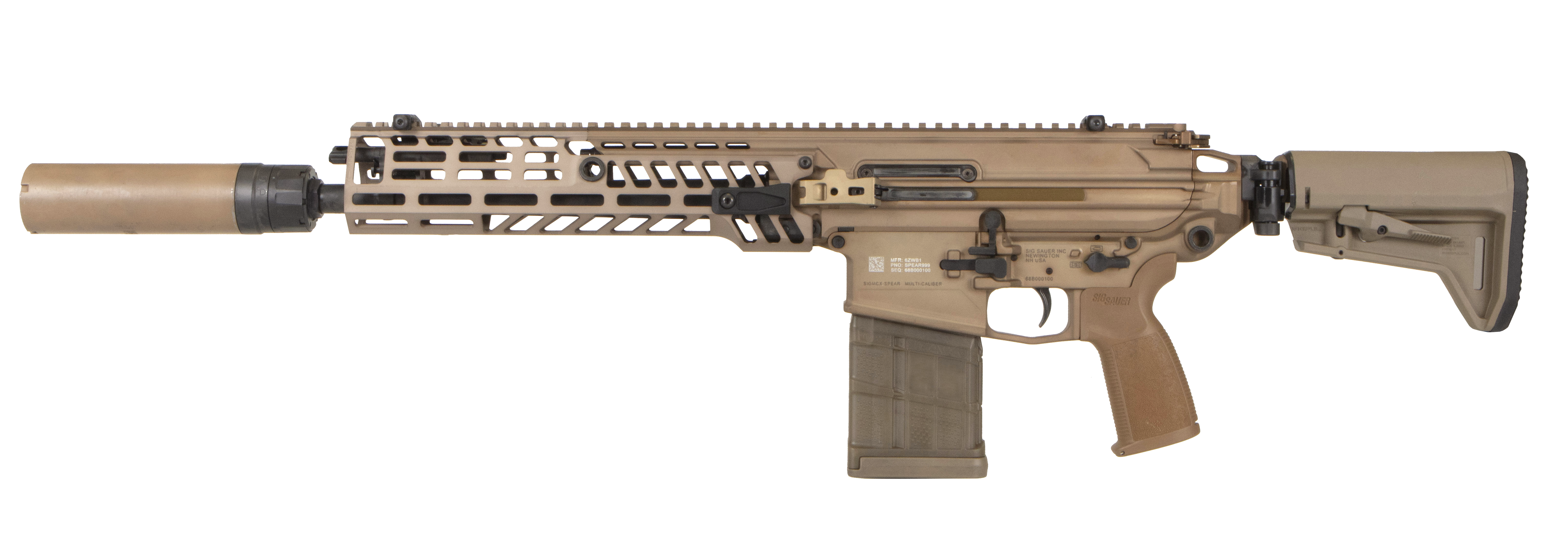
本プログラムに提出されたアサルトライフルであるSIG XM7

同社は、低率初期生産として、25丁のXM7および15丁のXM250ならびに各銃のテスト用および生産ラインの微調整用の「大量の」弾薬を、計1,040万ドルで受注した。
米陸軍のプレスリリースによれば、これらの新武器は「精度、射程および総合的な致死性において大幅な能力向上をもたらすだろう。軽量であり、より高威力の弾薬を発射し、反動を軽減し、銃身の性能を向上させ、統合型のサプレッサーを備えている」とのことである。
選定:
- SIG Sauer: SIG MCX SPEARライフル（XM7）およびSIG LMG 6.8（XM250）ベルト給弾機関銃（カスタム6.8×51 SIG FURY真鍮・鉄ハイブリッド薬莢弾使用）

敗退:
- Lone Star Future WeaponsおよびベレッタUSA: RM-277RブルパップライフルおよびRM-277AR機関銃（True Velocity .277 TVCMポリマー薬莢弾使用）[13][14][15][16]
- PCPTactical: デザートテック MDR[17]ライフル兼軽機関銃（PCP Ammunition製6.8mm複合素材薬莢弾使用）
- FNアメリカ: HAMRライフルおよびFN EVOLYS軽機関銃（フェデラル・カートリッジ製6.8mm弾使用）[18][19][20]
- テキストロン: Textron CT SystemライフルおよびLSAT軽機関銃（Olin Winchester CT 6.8mm ポリマー薬莢テレスコピック弾使用）[21]

### 射撃統制システム

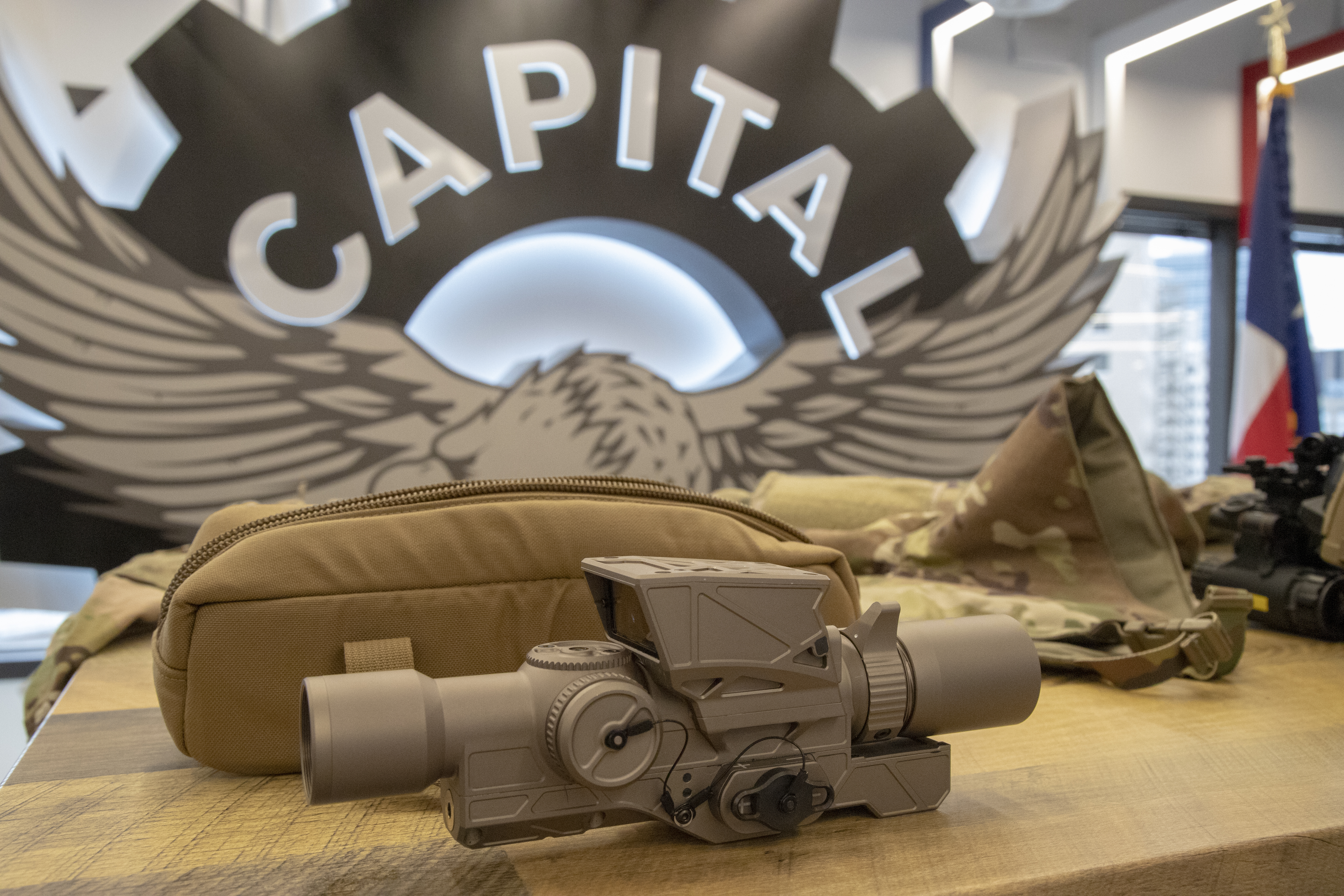
Vortex Optics XM157 プラットフォーム非依存射撃統制システム

本プログラムの一部として、小火器用の新しい射撃統制システムの競作も行われた。Vortex OpticsとL3ハリス・テクノロジーズの2社が参加し、両社とも要求事項に従ってレーザー距離計、直視光学スコープ、デジタルオーバーレイおよび弾道計算システムを採用した統合型射撃統制システムを設計した。2022年1月下旬、米陸軍はVortex Opticsの製品を選定し、XM157射撃統制システムと命名した。

### 弾薬
NGSWでは、各ベンダーが官給品となるべき6.8mm汎用弾薬の候補を設計し評価を受けた。2022年1月、ウィンチェスターが弾薬製造の契約を獲得した。2022年4月、True Velocityのポリマー薬莢弾ではなく、SIG Sauerの金属ハイブリッド薬莢弾が選定された。
選定:
- SIG Sauer: 6.8×51mm FURY金属ハイブリッド薬莢弾

敗退:
- True Velocity:True Velocity .277 TVCM ポリマー薬莢弾